# Balacra similis
Balacra similis är en fjärilsart som beskrevs av Gustaaf Hulstaert 1923. Balacra similis ingår i släktet Balacra och familjen björnspinnare. Inga underarter finns listade i Catalogue of Life.